# さいたま市立川通小学校
さいたま市立川通小学校（さいたましりつ かわどおりしょうがっこう）は、埼玉県さいたま市岩槻区大字大野島にある公立小学校。

## 規模
- 2020年（令和2年）度度10月 - 児童数127名、家庭数110戸。

## 沿革
- 1872年度(明治5年度)3月22日 - 長宮学校を大光寺で開設。
- 1873年度(明治6年度)4月1日 - 大森学校を利生院で開設。
- 1875年度(明治8年度)5月 - 大森学校を大戸学校として宝蔵寺に移転改称。
- 1886年度(明治19年度)4月 - 大光寺で大野島学校に合併開設。(開校)
- 1887年度(明治20年度)12月 - 現在地に移転。(校地484坪、校舎87坪)
- 1900年度(明治33年度)10月 - 川通尋常小学校に改称。
- 1906年度(明治39年度)5月7日 - 川通尋常高等小学校に改称。
- 1908年度(明治41年度)6月29日 - 校地拡張(105坪)、校舎改築。(2教室)
- 1915年度(大正4年度)10月19日 - 校地拡張(735坪)、校舎増改築(204坪)の落成式。(開校記念日を10月19日に改定。)
- 1923年度(大正12年度)9月1日 - 校舎倒壊。(関東大震災)
- 1924年度(大正13年度)4月 - 校舎改築。(平屋1棟)
- 1925年度(大正14年度)4月 - 校舎改築。(2階建1棟)
- 1928年度(昭和3年度)5月 - 校地拡張。(493坪)、埋立が工事完了。*1941年度(昭和16年度)4月1日 - 川通国民学校に改称。
- 1947年度(昭和22年度)4月1日 - 川通小学校に改称。
- 1954年度(昭和29年度)12月15日 - 校舎増築。(3教室)
- 1958年度(昭和33年度)11月 - 校地拡張(240坪)、埋立奉仕作業。
- 1959年度(昭和34年度)8月7日 - 校舎増改築(2階建6教室)の落成式。
- 1969年度(昭和44年度)1月 - フェンス垣根を新設。
- 1970年度(昭和45年度)9月 - 校舎南側に物置を新設。
- 1971年度(昭和46年度)4月1日 - 通学区域の減少。
- 1971年度(昭和47年度)12月 - 校地拡張。(3,013m2)
- 1973年度(昭和48年度)8月31日 - 水泳プールが完成。(25×13mビニール)
- 1974年度(昭和49年度)2月15日 - 屋内運動場が完成。
- 1975年度(昭和50年度)12月15日 - 校歌制定。
- 1977年度(昭和52年度)4月28日 - 校舎改築 (鉄筋コンクリート3階建)の完工式。
- 1977年度(昭和52年度)3月 - 校舎東側に物置を新設。
- 1980年度(昭和55年度)3月 - 焼物小屋を新設。
- 1982年度(昭和57年度)8月 - 校庭整地ゴンベイ砂盛土工事。
- 1983年度(昭和58年度)3月 - 北玄関増築。
- 1985年度(昭和60年度)8月10日 - 水泳プールが完成。(25×13mアルミ張り)
- 1985年度(昭和60年度)11月19日 - 開校100周年記念式典を挙行。
- 1988年度(昭和63年度)11月15日 - 校庭拡張。(4,182m2)
- 1988年度(昭和63年度)2月25日 - 屋内運動場改修、外溝が完成。
- 1989年度(平成元年度)3月 - 国旗掲揚塔、コンクリート平板渡りを設置。
- 1991年度(平成3年度)3月12日 - 遊具を設置。
- 1991年度(平成3年度)3月26日 - 屋上防水工事が完了。
- 1991年度(平成3年度)3月31日 - 学級が増え、プレハブ教室2教室を増築。
- 1992年度(平成4年度)3月17日 - 飼育小屋を設置。
- 1993年度(平成5年度)2月25日 - 校庭南側に植栽。
- 1994年度(平成6年度)12月20日 - 体育用砂場を移設。
- 1995年度(平成7年度)12月5日 - 開校110周年を記念して引分幕の改修。
- 1996年度(平成8年度)6月10日 - 学校環境緑化整備事業で正門付近、校庭南西端に植樹。
- 1998年度(平成10年度)3月26日 - 図書室、保健室、図工室、コンピュータ室を増設。(西校舎竣工)
- 1999年度(平成11年度)4月1日 - コンピュータを導入。(生徒用20台、教師用2台)
- 2004年度(平成16年度)6月 - コンピュータを入替。(生徒用40台、教師用2台)
- 2005年度(平成17年度)4月1日 - さいたま市との併合でさいたま市立川通小学校に改称。
- 2005年度(平成17年度)10月9日 - 開校120年を記念して「命・安全・健康」に関するものを購入。
- 1973年度(昭和48年度)8月31日 - 水泳プールが完成。(25×13mビニール)
- 1974年度(昭和49年度)2月15日 - 屋内運動場が完成。
- 1975年度(昭和50年度)12月15日 - 校歌制定。
- 1977年度(昭和52年度)4月28日 - 校舎改築 (鉄筋コンクリート3階建)の完工式。
- 1977年度(昭和52年度)3月 - 校舎東側に物置を新設。
- 1980年度(昭和55年度)3月 - 焼物小屋を新設。
- 1982年度(昭和57年度)8月 - 校庭整地ゴンベイ砂盛土工事。
- 1983年度(昭和58年度)3月 - 北玄関増築。
- 1985年度(昭和60年度)8月10日 - 水泳プールが完成。(25×13mアルミ張り)
- 1985年度(昭和60年度)11月19日 - 開校100周年記念式典を挙行。
- 1988年度(昭和63年度)11月15日 - 校庭拡張。(4,182m2)
- 1988年度(昭和63年度)2月25日 - 屋内運動場改修、外溝が完成。
- 1989年度(平成元年度)3月 - 国旗掲揚塔、コンクリート平板渡りを設置。
- 1991年度(平成3年度)3月12日 - 遊具を設置。
- 1991年度(平成3年度)3月26日 - 屋上防水工事が完了。
- 1991年度(平成3年度)3月31日 - 学級が増え、プレハブ教室2教室を増築。
- 1992年度(平成4年度)3月17日 - 飼育小屋を設置。
- 1993年度(平成5年度)2月25日 - 校庭南側に植栽。
- 1994年度(平成6年度)12月20日 - 体育用砂場を移設。
- 1995年度(平成7年度)12月5日 - 開校110周年を記念して引分幕の改修。
- 1996年度(平成8年度)6月10日 - 学校環境緑化整備事業で正門付近、校庭南西端に植樹。
- 1998年度(平成10年度)3月26日 - 図書室、保健室、図工室、コンピュータ室を増設。(西校舎竣工)
- 1999年度(平成11年度)4月1日 - コンピュータを導入。(生徒用20台、教師用2台)
- 2004年度(平成16年度)6月 - コンピュータを入替。(生徒用40台、教師用2台)
- 2005年度(平成17年度)4月1日 - さいたま市との併合でさいたま市立川通小学校に改称。
- 2005年度(平成17年度)10月9日 - 開校120年を記念して「命・安全・健康」に関するものを購入。
- 2008年度(平成20年度)7月 - 普通教室に空調機を導入。
- 2009年度(平成21年度)9月 - コンピュータを入替。
- 2009年度(平成21年度)10月 - 校内LANを導入。
- 2010年度(平成22年度)8月 - 体育館耐震工事。
- 2011年度(平成23年度)10月31日 - 給食棟が完成。
- 2011年度(平成23年度)11月1日 - 学校方式の給食が始まる。
- 2015年度(平成27年度)6月12日 - 体育館の非構造物工事。
- 2015年度(平成27年度)7月15日 - トイレの洋式化工事。
- 2015年度(平成27年度)9月1日 - 校庭貯留地の工事。
- 2015年度(平成27年度)10月19日 - 開校130年を記念して記念航空写真、記念誌を作成。
- 2017年度(平成29年度)11月13日 - 階段手摺りを設置。

## アクセス
- 東武野田線（東武アーバンパークライン）東岩槻駅から徒歩2分の朝日自動車岩槻駅東口（バス）で下飯塚（バス）徒歩13分。

## 周辺の道路・湖沼・河川・施設
- 元荒川
- 大野島越谷線